# 羅基康福特 (密蘇里州)
羅基康福特（英語：Rocky Comfort）是位於美國密蘇里州麥克唐納縣的普查規定居民點。

## 歷史
羅基康福特的郵局自1876年營運至今。

## 人口
根據2020年美國人口普查的數據，羅基康福特的面積為1.43平方千米，皆為陸地。當地共有人口176人，而人口密度為每平方千米123.08人。